# Poecilotriccus albifacies
Poecilotriccus albifacies là một loài chim trong họ Tyrannidae.